# Томас, Георг
Георг Томас (нем. Georg Thomas; 20 февраля 1890, Форст, провинция Бранденбург — 29 октября 1946, Франкфурт-на-Майне) — генерал пехоты, один из руководителей военной экономики Германии.

## Биография

### Ранние годы
Родился 20 февраля 1890 года в семье фабриканта. 1 сентября 1908 года поступил в имперскую армию. В 1910 году был произведён в лейтенанты, служил в 63-м пехотном полку.

### Первая мировая война
В период Первой мировой войны служил офицером штаба в нескольких пехотных полках, получил ранение.
Закончил войну в звании капитана, был награждён Железными крестами 2-го и 1-го класса, орденом Pour le Merite, королевским орденом Дома Гогенцоллернов за военные заслуги.

### Межвоенный период
После демобилизации армии остался служить в рейхсвере, в штабе 4-й пехотной дивизии, дислоцированной в Дрездене. С 1928 года — офицер, с 1930 года — начальник штаба артиллерийско-технического снабжения армии.
1 ноября 1934 года был назначен руководителем Экономической группы в составе Военного управления Военного министерства, которая 1 января 1935 года была преобразована в Экономический штаб вермахта. 1 января 1938 года получил звание генерал-майора, а затем — должность начальника экономического управления Верховного командования вооруженными силами Германии.
Тяжело воспринял отстранение от командования генерал-полковника Вернера фон Фрича, враждебно относившегося к агрессивным планам нацистов.

Г. Томас и В. М. Молотов

14 августа 1939 года представил Вильгельму Кейтелю подробный доклад, проанализировав степень готовности экономики Третьего рейха к войне и сделав вывод о том, что Германия не способна провести скоротечную войну и выиграть в противостоянии ведущим европейским державам. Гитлер, ознакомившись с докладом Томаса, проигнорировал предостережение, заявив, что союзником Германии в предстоящей войне будет Советский Союз.

### Вторая мировая война
После начала Второй мировой войны, имея намерение спасти страну от поражения путём отстранения от власти Гитлера, искал единомышленников в командовании вермахта, однако прекратил свои попытки, когда главнокомандующий сухопутными войсками Вальтер фон Браухич сообщил о его настроениях начальнику абвера адмиралу Канарису и Томас с трудом избежал ареста.
Продолжая возглавлять экономическое управление и решать задачи экономического обеспечения первого периода войны, Томас добился определённых успехов. За эти заслуги 1 января 1940 года ему было присвоено звание генерал-лейтенанта, а 1 августа 1940 года — генерала от инфантерии.
После начала вторжения в СССР Томас неоднократно бывал с инспекционными поездками на Восточном фронте, после чего заявил фон Браухичу о недопустимости потворства массовым убийствам мирного населения, чинимым на оккупированных территориях военнослужащими вермахта и войск СС, на что генерал-фельдмаршал ответил, что долг немецкого солдата — подчиняться фюреру.
С 6 мая по 20 ноября 1942 года возглавлял Управление вооружений и военной промышленности Имперского министерства вооружений и являлся членом Совета вооружений — консультативно-координирующего органа при министерстве, где занимался вопросами экономической эксплуатации оккупированных территорий.
Продолжая занимать высокий пост в верховном командовании, Томас не оставлял намерения отстранить фюрера от руководства страной и вооружёнными силами и поддерживал отношения с генералами, готовившими заговор против Гитлера.

## Заговор 20 июля
При расследовании неудавшегося покушения 20 июля 1944 года были обнаружены документы, указывавшие на его связь с некоторыми из заговорщиков. 11 октября 1944 года Томас был отстранён от должности и арестован гестапо.
Хотя прямых доказательств участия руководителя военной экономики рейха в заговоре не было, он был отправлен в концлагерь Флоссенбюрг, 20 апреля 1945 года переведён в Дахау, а оттуда — в лагерь в Южном Тироле.
После освобождения лагеря американскими войсками 5 мая 1945 года Георг Томас, здоровье которого было серьёзно подорвано, провёл остаток жизни во Франкфурте-на-Майне, где скончался 29 октября 1946 года.